# NGC 1653
NGC 1653 (również PGC 15942 lub UGC 3153) – galaktyka eliptyczna (E), znajdująca się w gwiazdozbiorze Erydanu. Odkrył ją William Herschel 1 lutego 1786 roku.